# Uni-President
Uni-President est une entreprise de produits alimentaires, basée à Tainan en Taïwan. 